# Euplocamus delagrangei
Euplocamus delagrangei är en fjärilsart som beskrevs av Émile Louis Ragonot 1895. Euplocamus delagrangei ingår i släktet Euplocamus och familjen äkta malar.
Artens utbredningsområde är Syrien. Inga underarter finns listade i Catalogue of Life.